# Starby
Starby är kyrkbyn i Starby socken och en småort i Ängelholms kommun i Skåne län. 
Starby kyrka ligger här.